# Квадратная сажень
Квадратная са́жень (или саже́нь) — старорусская единица измерения площади (поземельная), упразднённая с переходом Советского Союза на метрическую систему. Мера площади, имеющая в длину и ширину по одной сажени. Равнялась 9 квадратным аршинам, 49 квадратным футам, 2304 квадратным вершкам или 7056 квадратным дюймам. В метрической системе квадратная сажень составляет 4,55 м2 или 1/22 ара («сотки»), если полагать размер аршина равным 71 см.
Количество квадратных саженей в более крупных единицах площади — десятинах — зависело от того, какая именно десятина подразумевалась. Кроме того, нет точных сведений о том, как изменялся размер сажени с течением времени. Чаще остальных использовалась казённая десятина 80 на 30 саженей, то есть 2400 квадратных саженей, или 1,09 гектара. Боярская (владетельная) десятина определялась квадратом размером 80 на 80 саженей, т. е. равнялась 6400 квадратным саженям. Десятина дворцовых (чёрных) земель составляла 80×40 саженей и равнялась, соответственно, 3200 квадратным саженям.
При измерениях земельных участков площадь указывалась в десятинах и квадратных саженях. В одной казённой четверти (чети) содержалось 1200 квадратных саженей.
При измерении площади сенных покосов применялась единица площади «копна». В среднем на десятину суходольного покоса приходилось 10 копен сена, поэтому в одной копне содержалось 240 квадратных саженей.

## Пример использования
« ... части дачи села Никульскаго, но по мѣстному названію „Никульское-Микульское тожъ“ двѣсти семьдесятъ пять десятинъ тысяча сто семьдесятъ двѣ квадратныя сажени ... »